# Ernie Calverley
Ernest A. „Ernie” Calverley (ur. 30 stycznia 1924 w Pawtucket, zm. 20 września 2003 w Providence) – amerykański koszykarz, występujący na pozycji rozgrywającego, wybrany do drugiego składu najlepszych zawodników BAA.
Podczas występów na uczelni Rhode Island Calverley został nieoficjalnym liderem strzelców NCAA w 1944, notując średnio 26,7 punktu. Oficjalnie statystykę tę zaczęto uwzględniać dopiero od sezonu 1947/48. W 1946 poprowadził swój zespół do finału turnieju NIT, w którym to musieli oni uznać wyższość uczelni z Kentucky, ulegając im zaledwie jednym punktem 45-46. Calverley mimo przegranej zdobył wtedy tytuł MVP. Wkrótce potem, po opuszczeniu murów uczelni dołączył do ligi BAA.
Jako debiutant w barwach Providence Steamrollers został liderem ligi w kategorii asyst, zaliczono go również do drugiego składu najlepszych zawodników całej ligi. W sezonie 1947/48 uzyskiwał 11,9 punktu i 2,5 asysty. Rollers nie udało się jednak awansować do rozgrywek play-off, co gorsza zostali najsłabszym zespołem w lidze z wynikiem 6-42. Calverley po raz drugi z rzędu przewodził BAA w średniej asyst, oficjalnie jednak tytuł lidera otrzymał Howie Dallmar z Warriors. Liderów kategorii statystycznych wyłaniano wtedy na podstawie łącznej liczby asyst, a nie średniej, a w tym konkretnym przypadku Dallmar zanotował o jedną więcej na przestrzeni całego sezonu.
Podczas kolejnych rozgrywek Calverley ponownie uplasował się w pierwszej czwórce najlepiej podających BAA, jednak i tym razem drużyna z Providence okazała się najsłabszą w lidze (12-48). Sezon ten okazał się ostatnim w jego karierze, a że bycie koszykarzem nie było wtedy tak opłacalne jak dziś, zdecydował się podjąć bardziej stabilnego finansowo zajęcia, czyli trenowania. W związku z powyższym powrócił na swoją byłą uczelnię – Rhode Island University by objąć tam stanowisko głównego trenera. Pod jego wodzą Rams docierali dwukrotnie do turnieju NCAA.

## Osiągnięcia

### NCAA
- Finalista turnieju NIT (1946)[6]
- MVP turnieju NIT (1946)[6]
- Lider strzelców NCAA (1944)

### BAA/NBA
- Wybrany do II składu All-BAA (1947)[1]
- Lider BAA w asystach (1947)[7]
- Uczestnik meczu gwiazd Legend NBA (1957)[8]